# Theva-i-Ra
Le récif Conway, appelé depuis 1976 de son nom fidjien Ceva-I-Ra ou Theva-i-Ra (prononcé [ˈðeβaiˈra]) est un atoll des Fidji, situé à 450 km au sud-ouest de l'archipel du même nom. Il est long de 2,5 km de l'est à l'ouest. Au milieu du récif se trouve un banc de sable d'1,8 m de hauteur, 320 m de long et 73 de large, pour une superficie d'environ deux hectares. Il est inhabité, mais abrite une importante population d'oiseaux. Du point de vue administratif, Theva-i-Raa relève de la région occidentale et de la province de Nadroga et de Navosa. Il a été découvert en 1838 par le capitaine Drinkwater Bethune, commandant le HMS Conway, et porté sur des cartes britanniques plusieurs années plus tard par le capitaine Denham, commandant le HMS Herald.
Trois naufrages se sont produits sur le récif, en 1979, 1981 et 2008. Deux épaves sont encore observables : celle d'un caboteur se trouve à 240 m au sud du centre du banc de sable, et celle d'un bateau de pêche à l'extrémité nord-est du récif.